# رويال بوسكاليس وستمنستر
رويال بوسكاليس وستمنستر الهولندية هي شركة للتجريف ومعدات ثقيلة تقدم خدمات المتعلقة ببناء وصيانة البحرية البنية التحتية دوليا. وتمتلك الشركة واحدة من أكبر أساطيل التجريف في العالم، حصة كبيرة في شركة سميت الدولية وتمتلك شركة دوك وايز ، وهي شركة كبيرة للنقل البحري.
اعتبارا من عام 2018، بوسكاليس توظف حوالي 10,700 موظف و 900 سفن. وهي تعمل في أكثر من 75 بلدا في القارات الست.